# Czarownica (traktat)

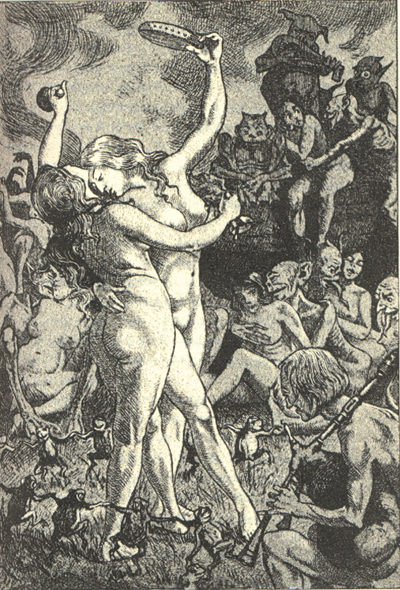
Ilustracja autorstwa Martina van Maële do francuskiego wydania Czarownicy z 1911 roku

Czarownica (fr. La Sorcière) – książka napisana przez francuskiego pisarza, historyka i filozofa Jules'a Micheleta w 1862 roku. 
Przedstawia „romantyczną wersję” czarostwa, według której kobieta-czarownica jest „wytworem ucisku społecznego (także Kościoła), krzywdy i beznadziejnej sytuacji ludu”. Czarownica jest w tej pracy archetypem kobiety zbuntowanej, która dzięki znajomości medycyny i zjawisk przyrody, stanie się matką współczesnej nauki. Ogólny upadek duchowy społeczeństwa europejskiego, swoista „rozpacz średniowiecza”, stanowić miała źródło jej sojuszu z diabłem. 
Traktat składa się z dwóch ksiąg (części). Pierwsza stanowi przede wszystkim próbę zbadania, w jaki sposób kobieta mogła zostać czarownicą. Księga druga poświęcona jest głównie odnalezionym w źródłach sprawom o czary z terenów Francji i Hiszpanii, m.in. procesom czarownic baskijskich (1609), czy przypadkom opętania w Loudun (1632-1634) oraz w Louviers (1633-1647).
Romantyczny obraz czarownicy stworzony przez Micheleta zyskał wielką popularność nie tylko wśród czytelników, ale i historyków. Spotęgował zainteresowanie demonologią i dziejami prześladowania czarownic. Pod jego wpływem pozostawał m.in. badacz polskich procesów o czary Bohdan Baranowski. Historia opętania mniszek w Loudun stała się podstawą do opowiadania Jarosława Iwaszkiewicza pod tytułem Matka Joanna od Aniołów (1946).
Książka została przetłumaczona na język angielski już w roku 1863 (tytuł ang. Satanism and Witchcraft. A Study of Medieval Superstition). Pierwsze polskie wydanie w przekładzie Marii Kaliskiej ukazało się w roku 1961 (wydawnictwo „Czytelnik”). Drugie – w roku 1993 nakładem wydawnictwa Puls (seria Proza i eseistyka, ISBN 1-85917-000-5). Przedmowę do polskiego wydania książki napisał Leszek Kołakowski.